# Porto Tolle
Porto Tolle är en kommun i provinsen Rovigo i regionen Veneto i Italien. Kommunen hade 9 546 invånare (2018).